# Tokyo Stock Exchange

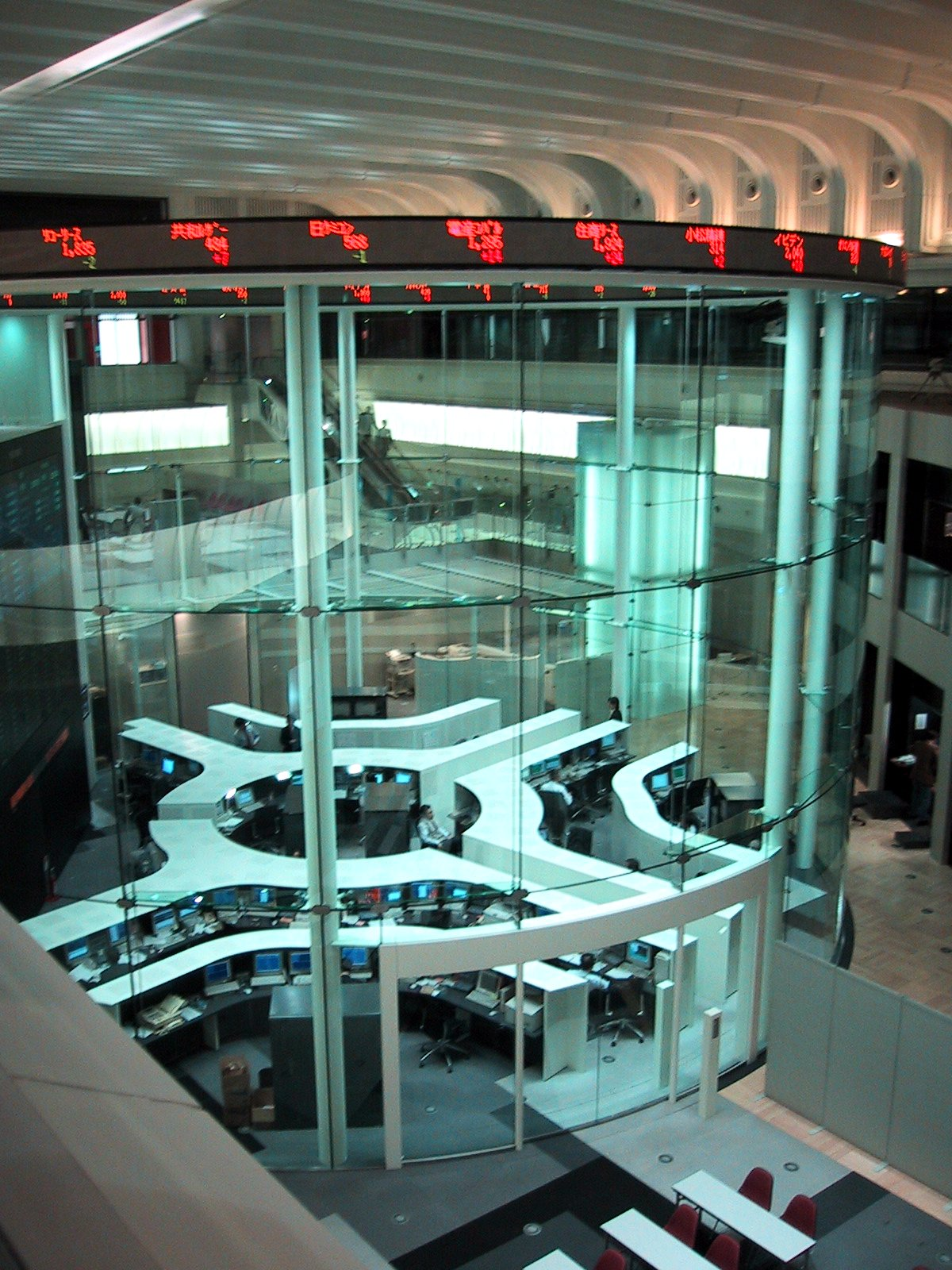
De centrale handelsruimte, waar tegenwoordig alles via de computer gedaan wordt

De Tokyo Stock Exchange (Japans: 東京証券取引所; transliteratie: Tōkyō Shōken Torihikijo; afgekort TSE) is de primaire aandelen- en effectenbeurs van Japan, gelegen in Tokio. De beurs is de grootste en belangrijkste beurs in Azië, en na de New York Stock Exchange en NASDAQ de grootste en belangrijkste ter wereld. 
Het is opgericht op 15 mei 1878 en op 1 juni van hetzelfde jaar werd de allereerste transactie op de beurs gedaan. Tijdens de Tweede Wereldoorlog was de beurs gesloten, maar na een reorganisatie opende de beurs haar deuren weer op 16 mei 1949. In 1961 werd de Second Section geopend en in 1999 volgde de MOTHERS-markt, een beurs voor jonge en snelgroeiende ondernemingen. Alle handel op de beurs gebeurt elektronisch sinds de handelsvloer op 30 april 1999 werd gesloten.
Per 1 januari 2013 is de Tokyo Stock Exchange Group gefuseerd met de Osaka Securities Exchange. De combinatie gaat verder onder de naam Japan Exchange Group.

## Onderdelen
De beurs kent drie grote markten:
- First Section, tot 1961 was dit de enige locatie voor de aandelenhandel.
- Second Section, dit werd in 1961 geïntroduceerd. Aandelen van bedrijven met een relatief kleine omvang, gemeten naar marktkapitalisatie, kapitaal of aantal aandeelhouders, worden op deze markt genoteerd. De handel in aandelen van grotere bedrijven kwam op de First Section.
- MOTHERS, is een beurs voor beginnende ondernemers. Bedrijven met een korte historie kregen vanaf 1999 de mogelijkheid aandelenvermogen aan te trekken ter financiering van de verdere groei. De eisen die aan de bedrijven werden gesteld zijn minder stringent als voor de twee eerder genoemde onderdelen van de beurs.

De First Section is veruit het belangrijkst, hier staan de meeste bedrijven genoteerd en is de totale marktkapitalisatie veruit het hoogst van de drie markten.
| Datum      | 1st Section | 2nd Section | MOTHERS   | Overig     | Totaal      |
| ---------- | ----------- | ----------- | --------- | ---------- | ----------- |
| 31-5-1949  | 153.262     |             |           |            | 153.262     |
| 28-12-1950 | 168.883     |             |           |            | 168.883     |
| 28-12-1960 | 5.411.360   |             |           |            | 5.411.360   |
| 28-12-1961 | 5.462.277   | 677.917     |           |            | 6.140.195   |
| 28-12-1970 | 15.091.360  | 1.144.185   |           |            | 16.235.545  |
| 27-12-1980 | 73.220.724  | 3.854.053   |           |            | 77.074.778  |
| 28-12-1985 | 182.696.779 | 7.429.856   |           |            | 190.126.635 |
| 28-12-1990 | 365.154.865 | 14.076.248  |           |            | 379.231.113 |
| 29-12-1995 | 350.237.510 | 15.478.583  |           |            | 365.716.093 |
| 30-12-1999 | 442.443.338 | 13.583.816  | 813.694   |            | 456.840.848 |
| 31-12-2000 | 352.784.686 | 7.134.379   | 635.664   |            | 360.554.727 |
| 30-12-2005 | 522.068.129 | 10.667.362  | 7.004.017 |            | 539.739.508 |
| 30-12-2010 | 305.693.030 | 3.447.326   | 1.311.269 |            | 310.451.626 |
| 30-12-2014 | 505.897.342 | 6.270.437   | 3.284.628 | 9.447.227  | 524.899.634 |
| 30-12-2015 | 571.832.889 | 6.340.105   | 3.269.996 | 8.345.812  | 589.788.704 |
| 30-12-2020 | 666.862.093 | 6.844.831   | 9.497.117 | 10.485.714 | 693.689.759 |

Omgerekend was de marktkapitalisatie zo'n 5500 miljard euro per 31 december 2020.

## Japanse Corporate Governance Code 2015
In 2015 werd een nieuwe corporate governance code van kracht voor beursgenoteerde bedrijven. 

### Crossholdings
In deze code werden bedrijven verplicht hun aandelenbelangen te verklaren. Bedrijven, en vooral Japanse banken, hebben hun belangen heroverwogen waardoor het aandelenbezit verder wordt gereduceerd.
Na de Tweede Wereldoorlog werden de zaibatsu’s ontbonden, maar de Japanse bedrijven zochten andere mogelijkheden om de banden te behouden. Ze namen aandelenbelangen in elkaar waarmee de relatie werd bestendigd. Met deze wederzijdse aandelenbelangen werden ook, vijandelijke, overnames belemmerd. In 1989 bereikte deze zogenaamde crossholdings een hoogtepunt, ongeveer 50% van de beursgenoteerde aandelen was in vaste handen van financiële instellingen en andere bedrijven. De belangrijkste aandelenindex, de Nikkei 225, bereikte in december 1989 een hoogtepunt en verloor daarna snel de helft in waarde. Er werden zware verliezen geleden en aandelen werden afgestoten. In 2014 bereikte de crossholdings een naoorlogs dieptepunt van 16,3%.

### Rentabiliteit
Onder diezelfde code heeft de TSE beursgenoteerde bedrijven ertoe aangezet om de kapitaalefficiëntie te vergroten. Veel Japanse bedrijven behalen al vele jaren een laag rendement op het eigen vermogen. In 2023 was het gemiddeld rendement op het eigen vermogen van alle bedrijven in de Nikkei 225-aandelenindex slechts 9%. Dit is relatief laag in vergelijking met andere grote internationale beurzen, maar hoog in vergelijking tot alle beursgenoteerde ondernemingen op de TSE. Het lage rendement vertaalt zich in een lage koers-boekwaardeverhouding (KBV). Voor meer dan 40% van de Japanse bedrijven is de KBV lager dan 1, in Europa is dat 20% en in de Verenigde Staten minder dan 10%. De vooruitgang bleef beperkt, waardoor de TSE haar inspanningen heeft opgevoerd en ze kwam in maart 2023 met een aanzet dit te stimuleren. De TSE wil de bedrijven stimuleren meer aandacht te besteden aan de balansverhoudingen, en daarmee de kapitaalkosten, en de winsten gerelateerd aan het eigen vermogen. Dit kan leiden tot hogere dividendbetalingen, de inkoop van eigen aandelen en meer focus op meer winstgevende activiteiten.